# Terphothrix immaculata
Terphothrix immaculata är en fjärilsart som beskrevs av Paul Dognin 1923. Terphothrix immaculata ingår i släktet Terphothrix och familjen tofsspinnare. Inga underarter finns listade i Catalogue of Life.